# Bundesministerium für Landesverteidigung

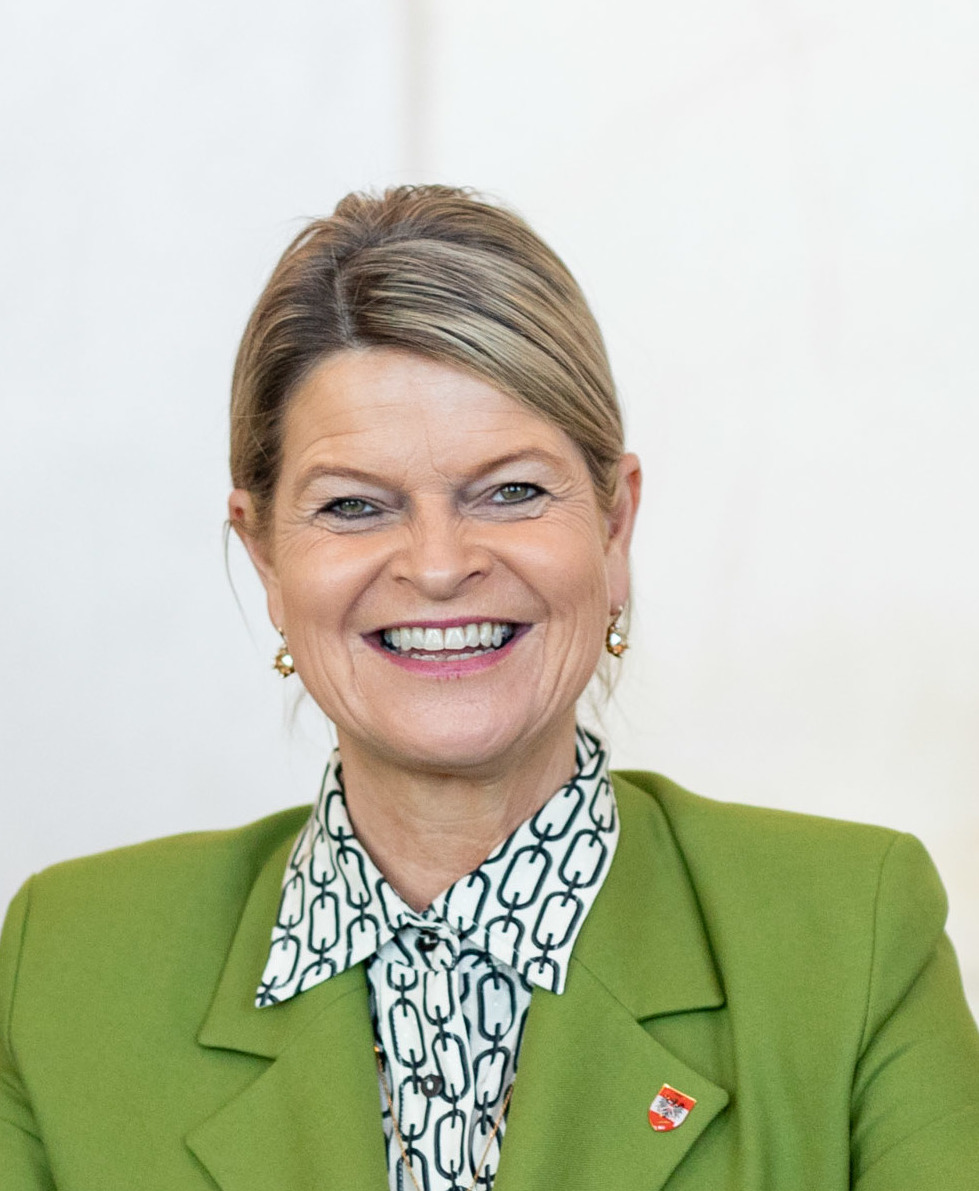
Klaudia Tanner, Bundesministerin für Landesverteidigung

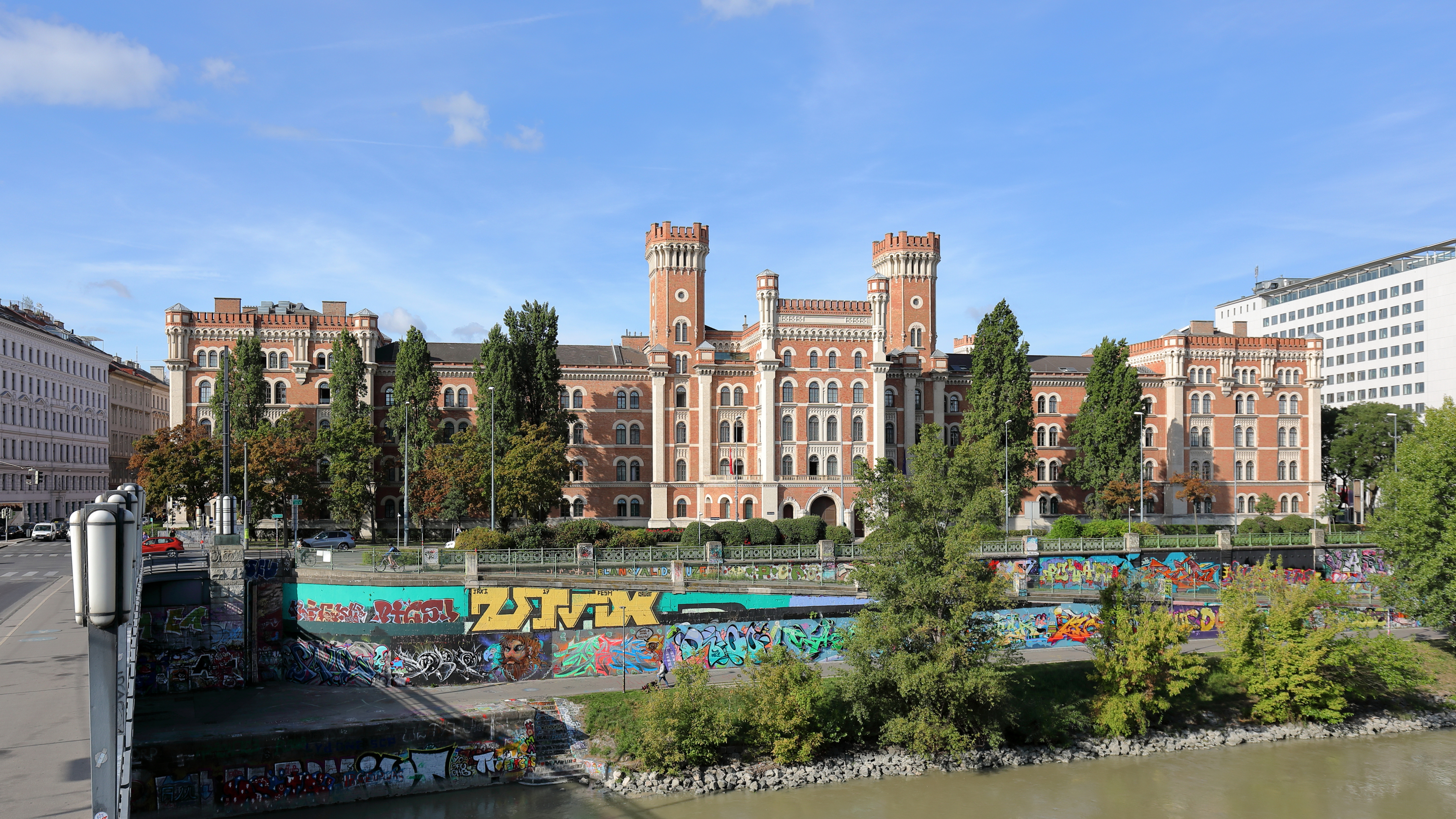
Sitz des BMLV in der Rossauer Kaserne

Das Bundesministerium für Landesverteidigung (kurz BMLV oder Verteidigungsministerium) ist das für militärische Angelegenheiten, insbesondere das österreichische Bundesheer, zuständige Bundesministerium der Republik Österreich.

## Geschichte
Zur Zeit der Österreichisch-Ungarischen Monarchie waren ein k.u.k. Kriegsministerium, das für die gesamte Monarchie zuständig war, und ein k.k. Ministerium für Landesverteidigung, das nur der Österreichischen Reichshälfte diente, eingerichtet. Von 1918 bis 1920 bestand ein Staatsamt für Heereswesen, von 1920 bis 1936 ein Bundesministerium für Heereswesen, von 1936 bis 1938 hieß die Behörde Bundesministerium für Landesverteidigung. In der Zeit der Zugehörigkeit zum Großdeutschen Reich existierte keine eigene österreichische Behörde. Von 1945 bis 1956, also in der Zeit der durch die Besatzungsmächte fremdkontrollierten Republik Österreich waren die Agenden der Landesverteidigung Sache des Amtes für Landesverteidigung, einer Sektion im Bundeskanzleramt. Am 11. Juli 1956 wurde wieder ein eigenes Ministerium eingerichtet, das bis 2009 Bundesministerium für Landesverteidigung hieß.
In der Bundesregierung Faymann I wurden die bisher im Bundeskanzleramt angesiedelten Sportagenden dem Verteidigungsministerium angeschlossen.
Sport wurde erstmals 1966 gesetzlich als Angelegenheit des Bundesministeriums für Unterricht erwähnt, 1984 kam durch die Bezeichnung Bundesministerium für Unterricht, Kunst und Sport erstmals Sport in einer Ministeriumsbezeichnung vor.
1991 gelangte Sport zum Bundesministerium für Gesundheit, Sport und Konsumentenschutz, 1995 zum Bundeskanzleramt, 2000 zum Bundesministerium für öffentliche Leistung und Sport, 2003 wieder zum Bundeskanzleramt und schließlich 2009 zum Bundesministerium für Landesverteidigung und Sport. 2018 wurden die Sportagenden Teil des neu geschaffenen Bundesministeriums für öffentlichen Dienst und Sport, wodurch das Verteidigungsministerium wieder den Namen Bundesministerium für Landesverteidigung erhielt.
Seit Juni 2021 wird das Bundesministerium für Landesverteidigung in eine neue Struktur übergeleitet. Aus fünf Sektionen (inklusive Ebene Generalstab) sollen drei Generaldirektionen (Präsidialdirektion, Generaldirektion für Verteidigungspolitik und Generaldirektion für Landesverteidigung) gebildet werden.
Im April 2023 bestellte Verteidigungsministerin Klaudia Tanner die Mitglieder der neuen "Beschaffungs-Prüfkommission" (BPK), welche die künftigen Beschaffungsvorgänge prüfen wird. Die Kommission wird für die „Sicherstellung einer gesetzmäßigen Vollziehung sowie einer sparsamen und zweckmäßigen Gebarung von Beschaffungsvorhaben“ zuständig sein. Die Mitglieder der Kommission können im Rahmen ihres Amtes selbstständig und unabhängig handeln. Auch im April 2023 wurde der Landesverteidigungsbericht (LV-Bericht) 2022 gemäß Landesverteidigungs-Finanzierungsgesetz (LV-FinG) dem Nationalrat vorgelegt. Der LV-Bericht dient der Information über Maßnahmen zur Wiederherstellung der Fähigkeiten des österreichischen Bundesheers (ÖBH) zur Abwehr gegenwärtiger und im Planungshorizont von zehn Jahren und darüber hinaus erwartbaren Bedrohungen.
Im Oktober 2023 wurde der Landesverteidigungsbericht 2023 veröffentlicht, der die strategische Perspektive für das ÖBH im Jahr 2032+ beinhaltet. Der Wiederaufbau der Fähigkeiten des ÖBH erfolgt in Vierjahresschritten, ausgehend vom ersten Ziel 2024 über 2028 bis in das Jahr 2032 und darüber hinaus. Im März 2024 erfolgte die Vorlage des ersten Berichts der Beschaffungs-Prüfkommission an Bundesministerin Klaudia Tanner.
Im März 2025 wurde im Landesverteidigungsausschuss beschlossen, dass die Beschaffungs-Prüfkommission alle Beschaffungen, Aufträge und Industriekooperationen der Initiative "European Sky Shield" (ESSI) auf die gesetzmäßige Vollziehung und den sparsamen und zweckmäßigen Einsatz der Gelder prüfen soll. Zudem soll sie das Parlament darüber in ihrem Jahresbericht informieren.

## Aufgaben
Das Bundesministerium für Landesverteidigung ist zuständig für:
- Militärische Angelegenheiten. Dazu gehören insbesondere auch:
  - Angelegenheiten der Besorgung der verfassungsgesetzlich festgelegten Aufgaben des Bundesheeres.
  - Angelegenheiten der operativen und taktischen Führung des Bundesheeres.
  - Angelegenheiten der Militärluftfahrt.
  - Angelegenheiten der Bewaffnung und Ausrüstung des Bundesheeres sowie der personellen und materiellen Ergänzung des Bundesheeres.
  - Angelegenheiten des militärischen Waffen-, Schieß- und Munitionswesens.
  - Angelegenheiten der Wehrtechnik einschließlich der militär-technischen Forschung und Erprobung.
  - Angelegenheiten der militärischen Sperrgebiete.
  - Angelegenheiten des Schutzes der Gesundheit der Angehörigen des Bundesheeres einschließlich der militärischen Krankenanstalten und der militärischen Arzneimittelversorgung.
  - Angelegenheiten des militärischen Attachédienstes.
  - Angelegenheiten der Errichtung, Instandhaltung und Verwaltung aller Bauten, Anlagen und Liegenschaften des Bundes, die dem Bundesministerium, der Heeresverwaltung oder dem Bundesheer dienen, einschließlich des Heeresgeschichtlichen Museums.
  - Angelegenheiten der Schifffahrt, des Kraftfahrwesens, des Fernmelde- und des Vermessungswesens im militärischen Bereich.
  - Führung des Heeresgeschichtlichen Museums (Militärhistorisches Institut).
  - Angelegenheiten der militärischen Stiftungen und Fonds.
  - Angelegenheiten der Heeresforstverwaltung Allentsteig.
  - Angelegenheiten der Europäischen Verteidigungsagentur.

## Organisation
Das Bundesministerium für Landesverteidigung gliedert sich wie folgt, gemäß Geschäftseinteilung April 2024
- Bundesministerin für Landesverteidigung (FBM)
- Generalsekretär (HGS)
  - Abteilung Strategisches Projektmanagement (StratProjMngt)
- Kabinett der Bundesministerin & Generalsekretariat (KBM&GS)
  - Gruppe Direktion Kontrolle (GrpDionKontr)
    - Abteilung Revision A (RevA)
    - Abteilung Revision B (RevB)
    - Abteilung Disziplinar- und Beschwerdewesen (DiszBW)
    - Abteilung Datenschutzbüro (DSBür)
    - Hinweisgeberschutzstelle (HSchSt)
- Sektion I – Generaldirektion Verteidigungspolitik (S I – GDVPol)
  - Stabstelle strategische Gleichstellung und Diversity Management (StbStstratGDM)
  - Gruppe Direktion Recht (GrpDionRecht)
    - Abteilung Militärrecht (MilR)
    - Abteilung Internationales Recht (IR)
    - Abteilung Parlaments-, Ministerrats- und Volksanwaltschaftsdienst (PMVD)

  - Gruppe Direktion Verteidigungspolitik und internationale Beziehungen (GrpDionVPol&IB)
    - Abteilung Wissenschaft, Forschung und Entwicklung (WFE)
    - Abteilung Verteidigungspolitik und Strategie (VPol&Strat)
    - Abteilung Militärdiplomatie (MilDipl)
    - Abteilung Militärpolitik (MilPol)

  - Gruppe Direktion Kommunikation (GrpDionKomm)
    - Abteilung Marketing und Sport (Mkt&Spo)
    - Abteilung Presse (Presse)
    - Abteilung Zielgruppenkommunikation (ZGK)
    - Abteilung Eigene Medien (EM)
- Sektion II – Generaldirektion Präsidium (S II – GDPräs)
  - Büro der Parlamentarischen Bundesheerkommission (BürPBHK)
  - Abteilung Personalführung und Entwicklung (PersFü&Entwg)
  - Abteilung Ergänzung und Miliz (Erg&Miliz)
  - Gruppe Direktion Personal (GrpDionPers)
    - Abteilung Allgemeine Personalangelegenheiten (AllgPersAng)
    - Abteilung Konkrete Personaladministration (KonkrPersAdmin)
    - Abteilung Besondere Personalangelegenheiten (BPersAng)
    - Abteilung Organisation (Org)

  - Gruppe Direktion Administration (GrpDionAdmin)
    - Abteilung Präsidiale (Präs)
    - Abteilung Budget (Budg)
    - Abteilung Controlling und Finanzen (ConFin)
    - Abteilung Allgemeine Rechtsangelegenheiten (AllgRecht)
    - Abteilung Vergabe- und Einkaufsrecht (VER)
- Generalstab (GStb) – Generaldirektion für Landesverteidigung (GDLV)
  - nachrichtendienstliche Abwehr (ndAbw)
  - nachrichtendienstliche Aufklärung (ndAufkl)
  - Gruppe Direktion Fähigkeiten- und Grundsatzplanung (GrpDionFäh&GSPl)
    - Generalstabsabteilung (GStbAbt)
    - Abteilung Bundesheer-Planung (BHPl)
    - Abteilung Militärstrategische Einsatzkoordination (MilStratEKoord)
    - Abteilung Militärstrategie (MilStrat)
    - Abteilung Strukturplanung (StruktPl)
    - Abteilung Evaluierung (Eval)
- Sonstige Einrichtungen
  - Arbeitsgruppe für Gleichbehandlungen beim BMLV
  - Gender Mainstreaming-Beauftragte (GeMB)
  - Anti-Mobbing Beauftragter

## Nachgeordneter Bereich
Die Führung des Bundesheeres erfolgt durch den Chef des Generalstabes als Leiter der Generaldirektion für Landesverteidigung (GDLV) gemeinsam mit den Leitern der Direktionen 1 bis 8. Die Direktionen sind nachgeordnete Organisationseinheiten aus dem Bereich des Bundesheeres und dem Generalstab unterstellt.
- Generalstab und Direktionen
- Akademien und Schulen
  - Landesverteidigungsakademie (LVAk)
  - Theresianische Militärakademie (TherMilAk)
  - Heeresunteroffiziersakademie (HUAk)
  - Heerestruppenschule (HTS), organisatorisch der Direktion 1 zugeordnet
  - ABC-Abwehrzentrum, organisatorisch der Direktion 1 zugeordnet
  - Flieger- und Fliegerabwehrtruppenschule (FlFlATS), organisatorisch der Direktion 2 zugeordnet
  - Heereslogistikschule (HLogS), organisatorisch der Direktion 4 zugeordnet
  - Führungsunterstützungsschule, organisatorisch der Direktion 6 zugeordnet
  - Sanitätsschule, organisatorisch der Direktion 8 zugeordnet
  - Gesundheits- und Krankenpflegeschule, organisatorisch der Direktion 8 zugeordnet
- Ämter und sonstige Dienststellen
  - Heeresnachrichtenamt (HNaA)
  - Abwehramt (AbwA)
  - Amt für Rüstung und Wehrtechnik (ARWT)
  - Heerespersonalamt (HPA)
  - Zentrum für internationale Stabilisierungsmaßnahmen, Verifikation und Rüstungskontrolle (ZSVR)
  - Multilaterale Auslandsdienste
  - Bilaterale Auslandsdienste
  - Heeressportzentrum (HSZ)
  - Heeres Bild- und Filmstelle (HBF)
  - Heeresdruckzentrum (HDruckZ)
  - Redaktion Truppendienst (RedTD)
  - Redaktion Österreichische Militärische Zeitschrift (RedÖMZ)
  - Heeresgeschichtliches Museum (HGM)
  - Amtswirtschaftsstelle (AWiSt)
  - Ministerialkanzlei (MinKzl)
  - Militärordinariat (Mil-Ordinariat)
  - Evangelische Militärsuperintendentur (EvMilSupIntdtr)